# Adela Dankowska
Adela Dankowska (née le 5 janvier 1935 à Sobienie-Jeziory en Pologne) est une aviatrice polonaise.

## Biographie
Elle termine ses études d'économie à l'université des sciences de la vie de Varsovie, la même année elle commence sa carrière d'aviatrice, lors de laquelle elle établit 15 records du monde et 43 records de Pologne. Elle travaille pendant des nombreuses années en tant qu'instructrice à l'École centrale du vol à voile (Centralna Szkoła Szybowcowa).
Elle a été recompensée pour ses exploits sportifs par la médaille Tański en 1964 et la médaille Lilienthal en 1975.
Elle a été élue députée à la Diète de Pologne lors des élections législatives de 1989. À la fin de son mandat, elle décide de mettre fin à sa carrière politique.

## Décorations
- Croix de chevalier de l'ordre Polonia Restituta (1978)
- Croix d'argent du mérite (1970)
- Médaille de la Commission de l'éducation nationale (1981)
- Médaille du mérite pour la défense nationale[2]